# Trixie (film)
Trixie è un film statunitense del 2000 diretto da Alan Rudolph.